# Quillota (provins)
Provincia de Quillota är en provins i Chile.   Den ligger i regionen Región de Valparaíso, i den södra delen av landet, 80 km nordväst om huvudstaden Santiago de Chile. Antalet invånare är 190 525. Arean är 1 113 kvadratkilometer.
Terrängen i Provincia de Quillota är bergig österut, men västerut är den kuperad.
Provincia de Quillota delas in i:
- Quillota
- Calera
- Nogales
- Hijuelas
- La Cruz

Trakten runt Provincia de Quillota består i huvudsak av gräsmarker. Runt Provincia de Quillota är det tätbefolkat, med 266 invånare per kvadratkilometer.